# Phyllanthus proctoris
Phyllanthus proctoris är en emblikaväxtart som beskrevs av Grady Linder Webster. Phyllanthus proctoris ingår i släktet Phyllanthus och familjen emblikaväxter. Inga underarter finns listade i Catalogue of Life.